# Jagoda Jurašić
Jagoda Jurašić (* 22. März 1960) ist eine ehemalige kroatische Fußballspielerin.
Jurašić bestritt zwischen 1993 und 1994 für Kroatien 5 Länderspiele. Sie debütierte am 13. November 1993 gegen Wales in einem EM-Qualifikationsspiel. Ihr letztes machte sie bei der 0:8-Niederlage gegen Deutschland auch in einem EM-Qualifikationsspiel. Über ihre Stationen auf Vereinsebene ist bisher nichts bekannt.